# Beauce-Sartigan
Pour les articles homonymes, voir Beauce et Sartigan.
Beauce-Sartigan est une municipalité régionale de comté (MRC) du Québec (Canada), située dans la région de Chaudière-Appalaches.  Son chef-lieu est Saint-Georges.

## Géographie

### Entités territoriales
La MRC est constituée de seize municipalités locales.
| Nom                       | Statut                   | Population 2021 | Superficie (km2) | Densité (h/km2) | Ref. |
| ------------------------- | ------------------------ | --------------- | ---------------- | --------------- | ---- |
| Courcelles-Saint-Évariste | Municipalité             | 1 325           | 203,46           | 6,51            | Ind  |
| La Guadeloupe             | Municipalité de village  | 1 805           | 32,7             | 55,2            |      |
| Lac-Poulin                | Municipalité de village  | 171             | 1,6              | 106,88          |      |
| Notre-Dame-des-Pins       | Municipalité de paroisse | 1 812           | 25               | 72,48           |      |
| Saint-Benoît-Labre        | Municipalité             | 1 617           | 86,9             | 18,61           |      |
| Saint-Côme–Linière        | Municipalité             | 3 278           | 152,2            | 21,54           |      |
| Saint-Éphrem-de-Beauce    | Municipalité             | 2 323           | 119              | 19,52           |      |
| Saint-Georges             | Ville                    | 32 935          | 202,4            | 162,72          |      |
| Saint-Gédéon-de-Beauce    | Municipalité             | 2 093           | 200              | 10,47           |      |
| Saint-Hilaire-de-Dorset   | Municipalité de paroisse | 96              | 189,4            | 0,51            |      |
| Saint-Honoré-de-Shenley   | Municipalité             | 1 555           | 133,7            | 11,63           |      |
| Saint-Martin              | Municipalité de paroisse | 2 588           | 119,9            | 21,58           |      |
| Saint-Philibert           | Municipalité             | 379             | 56,6             | 6,7             |      |
| Saint-René                | Municipalité de paroisse | 946             | 61,4             | 15,41           |      |
| Saint-Simon-les-Mines     | Municipalité             | 573             | 47,3             | 12,11           |      |
| Saint-Théophile           | Municipalité             | 702             | 436,9            | 1,61            |      |
| Total                     | Total                    | 53 384          | 1 954,5          | 27,31           |      |

## Démographie
| 1986   | 1991   | 1996   | 2001   | 2006   | 2011   | 2016   | 2021   |
| ------ | ------ | ------ | ------ | ------ | ------ | ------ | ------ |
| 41 655 | 44 218 | 46 318 | 47 873 | 49 611 | 51 011 | 52 406 | 53 384 |

## Administration
```
                                         
LISTE DES DIRECTEURS-GÉNÉRAUX

                                   1982-1993: Simon Chabot
                                   1993-2003: Gilles Piché
                                   2003-2007: Claude Poulin
                                   2007-présent: Eric Paquet
```

## Éducation
Commission scolaire de la Beauce-Etchemin